# Siror
Siror (während des Habsburger Reiches: Siraur) ist eine Fraktion der italienischen Gemeinde (comune) Primiero San Martino di Castrozza in der Provinz Trient, Region Trentino-Südtirol.

## Geografie
Siror liegt etwa 56 Kilometer ostnordöstlich von Trient am Parco Naturale Paneveggio – Pale di San Martino und am Fluss Cismon auf einer Höhe von 765 m.s.l.m. Der Ort gehört zur Comunità di Primiero. Ein Teil des Lago di Calaita liegt im ehemaligen Gemeindegebiet.

## Geschichte

Ehemaliges Gemeindewappen

Siror war bis 2015 eine eigenständige Gemeinde und schloss sich am 1. Januar 2016 mit den Gemeinden Fiera di Primiero, Tonadico und Transacqua zur neuen Gemeinde Primiero San Martino di Castrozza zusammen. Zur Gemeinde Siror gehörten die Fraktionen Nolesca, Passo Rolle und San Martino di Castrozza. Nachbargemeinden waren Canale d’Agordo in der Provinz Belluno (Venetien) sowie die Trentiner Gemeinden Canal San Bovo, Imer, Mezzano, Predazzo, Tonadico und Transacqua.

## Gemeindepartnerschaft
Siror unterhält eine Partnerschaft mit der Tiroler Gemeinde Schönberg im Stubaital (Österreich).

## Verkehr
Durch das ehemalige Gemeindegebiet führt die Strada Statale 50 del Grappa e del Passo Rolle von Ponte nelle Alpi nach Predazzo.